# Maxim Gennadjewitsch Reschetnikow

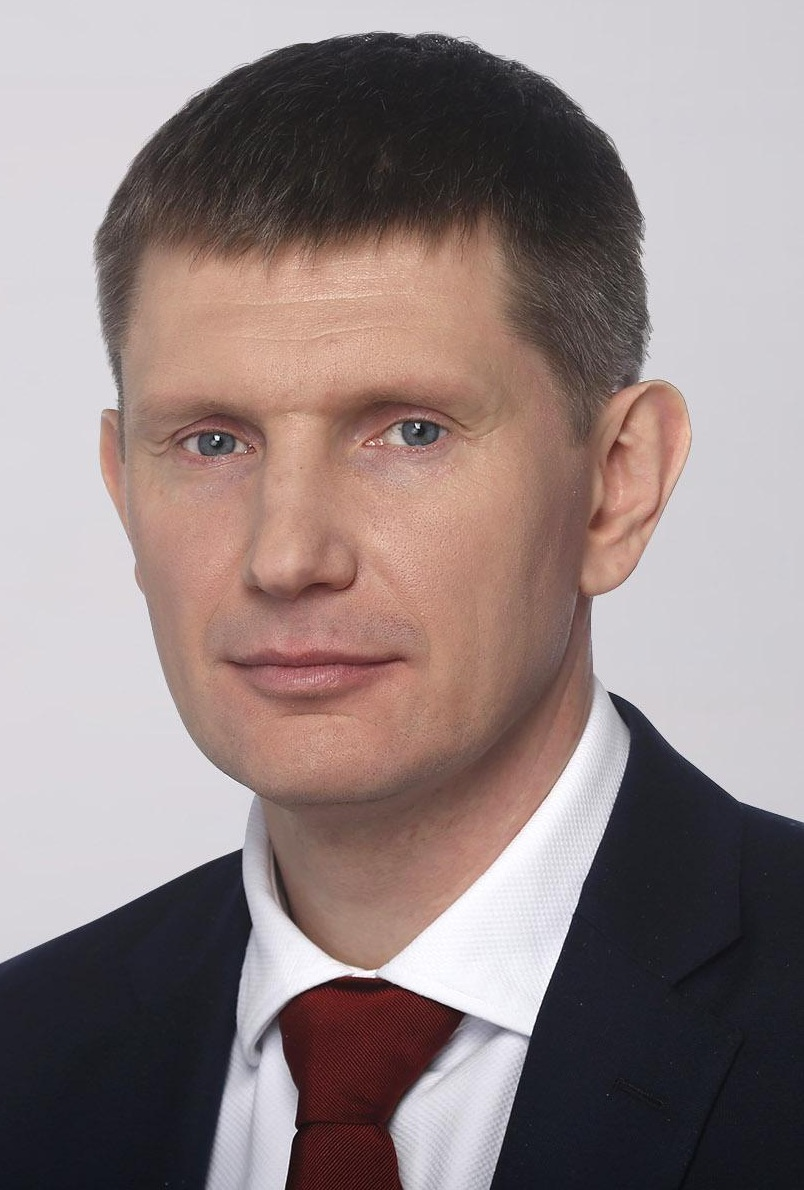
Maxim Reschetnikow, 2020

Maxim Gennadjewitsch Reschetnikow (russisch Максим Геннадьевич Решетников; * 11. Juli 1979 in Perm) ist ein russischer Politiker der Partei Einiges Russland, der seit 2020 das Amt des Ministers für wirtschaftliche Entwicklung im Kabinett Mischustin bekleidet. Zuvor war Reschetnikow seit 2017 Gouverneur der Region Perm. Am Vorabend des russischen Überfalls auf die Ukraine 2022 setzte ihn die Europäische Union auf ihre Sanktionsliste.

## Leben
Nach dem Abschluss eines Gymnasiums in Perm absolvierte Reschetnikow ein Studium der Wirtschaftswissenschaften und Mathematik an der Staatlichen Universität Perm, das er 2000 abschloss. 2003 verteidigte er seine Aspirantur mit einer Arbeit mit dem Titel Management der regionalen Wirtschaft auf der Grundlage von Finanzflüssen: Prinzipien und Modelle (anhand des Beispiels der Region Perm).
Nachdem er bereits während des Studiums für das Permer Unternehmen „Prognos“ gearbeitet hatte, war Reschetnikow von 2000 bis 2005 Abteilungsleiter für Investitionsplanung in der Verwaltung der Oblast Perm. Von 2005 bis 2007 war er erster Stellvertreter des Leiters der Hauptverwaltung Wirtschaft der Region Perm. 2007 wechselte er ins Moskauer Ministerium für wirtschaftliche Entwicklung, wo er stellvertretender Direktor der Abteilung für regionale Zusammenarbeit wurde. 2008 wurde er hier zum Direktor der Abteilung für die Überwachung und Evaluation der Regierungsarbeit der Föderationssubjekte ernannt. 2009 bekleidete er für einige Monate den Posten des Leiters der Regionalverwaltung der Region Perm unter dem damaligen Gouverneur Oleg Tschirkunow.
Von Oktober 2009 bis Dezember 2010 war Reschetnikow Leiter der Abteilung für öffentliche Verwaltung, Regionalentwicklung und lokale Selbstverwaltung im Apparat des Vize-Ministerpräsidenten Sergei Sobjanin. Als Sobjanin 2010 zum Oberbürgermeister von Moskau gewählt wurde, wurde Reschetnikow dessen erster stellvertretender Stabschef in der Stadtverwaltung, was er bis April 2012 blieb. Anschließend leitete er bis Februar 2017 die Abteilung für Wirtschaftspolitik und Stadtentwicklung.
Am 6. Februar 2017 wurde Reschetnikow per Dekret des Präsidenten Wladimir Putin zum amtierenden Gouverneur der Region Perm in Nachfolge des zurückgetretenen Wiktor Bassargin ernannt. Er wurde von der Partei Einiges Russland im Juni 2017 als Kandidat für die anstehende Gouverneurswahl vom 10. September 2017 aufgestellt und in dieser mit einem Stimmenanteil von über 82 % im Amt bestätigt. Reschetnikow trat im Dezember 2017 in die Partei ein und wurde im folgenden Jahr in deren Obersten Rat gewählt. Von Juli 2018 bis Januar 2019 war er Mitglied im Präsidium des russischen Staatsrats.
Bei der Bildung des Kabinetts Mischustin im Januar 2020 wurde Reschetnikow zum Minister für wirtschaftliche Entwicklung ernannt. Als solcher war er unter anderem für die Entwicklung einer Strategie für die Regionalentwicklung der Autonomen Republik Krim und der Stadt Sewastopol verantwortlich. Die Europäische Union setzte ihn wegen seiner die territoriale Integrität der Ukraine gefährdenden Tätigkeiten am 23. Februar 2022 auf ihre Sanktionsliste.
Reschetnikow ist unter anderem Vorstandsmitglied der staatlichen Fondsgesellschaft RVC (Russian Venture Company) und Mitglied im Aufsichtsrat der Bank VTB. Er war ab März 2021 Vertreter Russlands bei der Europäischen Bank für Wiederaufbau und Entwicklung.